# 德尤維爾大學
德尤维尔大學（D'Youville University
）是位于美國纽约州布法罗市的一所私立大學。德尤維爾學院成立于1908年，該學院由格雷修女会以主保聖人玛丽-玛格丽特·德尤维尔的名字命名。达尤维尔的學生大约有3000名，該校为本科生和研究生开设了54个商业、科学、艺术和健康等相关专业的学位课程。
2022 年 2 月，紐約州董事會批准更名為德尤維爾大學。